# جيش المشرق
جيش المشرق (بالفرنسية: Armée du Levant)‏ كان جيشًا تابعًا للقوات المسلحة الفرنسية ثم فرنسا الفيشية المُحتلة وقد جُنِّد أعضائه من أراضي الانتداب الفرنسي في المشرق خلال فترة ما بين الحربين العالميتين وأوائل الحرب العالمية الثانية. تم تصنيف الوحدات السورية والعلوية واللبنانية والشركسية والكردية والدرزية المجندين محليًا في هذه القوة على أنها القوات الخاصة في المشرق Troupes Speciales du Levant.

## الأصول

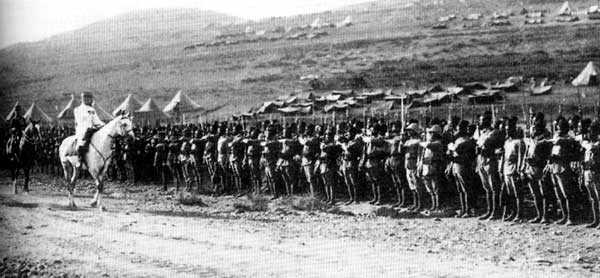
الجنرال الفرنسي هنري غورو يمتطي حصانًا ويتفقد القوات الاستعمارية الفرنسية في ميسلون.

في سبتمبر 1919، أبرم لويد جورج وجورج كليمنصو اتفاقية لاستبدال القوات البريطانية التي احتلت قيليقية بقوة فرنسية.
جاءت العناصر الأولى لهذا الجيش الجديد من فرقة المشاة 156 السابقة (بالفرنسية: 156ème Division d’Infanterie)‏ من جيش الحلفاء في الشرق، تحت قيادة الجنرال جوليان دوفيو. تضمنت هذه الفرقة دي سيليسي فوجًا حضريًا، فوج المشاة (بالفرنسية: 412ème Régiment d'Infanterie)‏، وهو نظام استعماري، وفوج ترايلور السنغالي السابع عشر (بالفرنسية: 17ème Régiment de كتائب سنغالية)‏، وفوج الفيلق الفرنسي الأرمني، والفوج الجزائري الثامن عشر (بالفرنسية: 18ème régiment de Tirailleurs Algériens)‏. وفي عام 1920 أصبح هذا التقسيم هو الأول من بين أربعة أقسام في المشرق.
في عام 1920، منحت عصبة الأمم الفرنسيين انتدابًا على سوريا ولبنان. وخلال هذه الفترة كانت سوريا تعرف باسم الانتداب الفرنسي على سوريا وكان لبنان يعرف باسم الانتداب الفرنسي على لبنان.
من 19 أبريل إلى 26 أبريل 1920 انعقد مؤتمر سان ريمو بسانريمو في إيطاليا. وبعد اختتام هذا المؤتمر، هُزمت حكومة فيصل الأول قصيرة العمر في معركة ميسلون من قبل القوات الفرنسية تحت قيادة الجنرال ماريانو غوابيه خلال الحرب السورية الفرنسية. احتل الجيش الفرنسي بقيادة الجنرال هنري غورو انتداب سوريا الانتدابية ولبنان.
نشأت قوة تسمى الفيلق السوري من قبل السلطات الفرنسية بعد فترة وجيزة من إنشاء الانتدابين. تتألف هذه القوة من وحدات سلاح الفرسان والمشاة وقد تم اختيارها بشكل أساسي من مجموعات الأقليات داخل سوريا نفسها.

## فترة ما بين الحربين
في أعقاب الثورة الدرزية في من العام 1925 وحتى العام 1927، أعيد تنظيم الفيلق السوري في «القوات الخاصة في المشرق» (بالفرنسية: Troupes Speciales du Levant)‏ وتم تعزيزها بواسطة مشاة شمال إفريقيا (tirailleurs) وسلاح الفرسان (الصبايحية)، والفيلق الأجنبي الفرنسي (بالفرنسية: Légion étrangère)‏ (بالفرنسية: Légion étrangère)‏، ووحدات المشاة / المدفعية الاستعمارية (الفرنسية والسنغالية). شكلت القوة بأكملها جيش المشرق وكانت مسؤولة عن حفظ النظام في كل من الانتداب الفرنسي خلال فترة ما بين الحربين العالميتين.

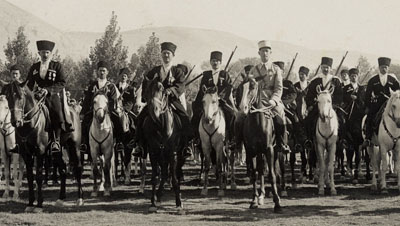
سلاح الفرسان الشركسي في جيش المشرق مع قائدهم العقيد فيليبرت كوليت.

### الجيش
اتبعت إدارة الانتداب الفرنسي مبدأ فرق تسد في تنظيم فرق الفرق المتخصصة. وإلى حد كبير، تم استبعاد سكان سوريا المسلمين السنة، الذين يشكلون حوالي 85% من سكان سوريا، من الخدمة مع القوات الخاصة، التي كانت تتكون أساسًا من الأقليات الدرزية والمسيحية والشركسية والعلوية. وخلال الفترة من عام 1926 إلى عام 1939، ضم جيش المشرق ما بين 10,000 و12،000 جندي مشارك محليًا تم تنظيمهم في: عشر كتائب مشاة (معظمهم من العلويين) وأربعة أسراب من سلاح الفرسان (درزي وشركسي ومختلط سوري) وثلاث سرايا من سلاح الهجن (مهاريست)، ومهندس، وسيارة مصفحة، ووحدات دعم. بالإضافة إلى ذلك، كانت هناك 9 سرايا من المشاة الخفيفة اللبنانية (المطاردون اللبنانيون) و22 سربًا من المشاة الدروز والشركس والكرد الذين يشكلون القوات المساعدة (Troupes Supplementaires). قدمت هذه القوة الأخيرة شكلاً من أشكال الشرطة العسكرية (الدرك) لأغراض الأمن الداخلي وتم نشرها بشكل أساسي في مناطق تجنيدهم. تم تدريب بعض الوحدات اللبنانية كقوات تزلج للخدمة الجبلية ولبسوا قبعات النخبة الفرنسية لمشاة الجبال (مطاردات ألبينز).
نشأ سلاح الفرسان الشركسي (Groupement d 'Escadrons Tcherkess) بلاجئين مسلمين من منطقة شمال القوقاز، والذين فروا من التوسع الروسي القيصري خلال القرن التاسع عشر. لجأ ما يقدر بنحو 850 ألفًا إلى الدولة العثمانية، منهم 30 ألفًا استقروا في سوريا حيث كانوا يعملون في المناطق الحدودية مثل القبائل غير النظامية. من هذا الدور انتقلوا إلى الخدمة الفرنسية بعد عام 1920.
زبحلول عام 1938، بلغ عدد الفرق الخاصة 10,000، منهم 306 ضابطًا كان من بينهم 88 فرنسيين. تأسست الأكاديمية العسكرية (École Militaire) التي أنشئت في حمص لتدريب ضباط سوريين ولبنانيين ومتخصصين ضابط صف. استمرت السياسة الفرنسية في تفضيل تجنيد مجموعات عرقية ودينية معينة. صرح الجنرال هنتسيغر، القائد العسكري في سوريا، في عام 1935: «يجب ألا ننسى أن العلويين والدروز هم الأعراق الحربية الوحيدة في ولايتنا، وهم جنود من الدرجة الأولى نجند من بينهم أفضل فرقنا الخاصة».

### المساعدون
كما هو مذكور أعلاه، فقد تم نشر القوات المساعدة المعينة محليًا (Troupes Supplementaires) لأغراض الأمن الداخلي في مناطق محددة (لبنان الكبير وحلب ودمشق). شمل ذلك وحدات من الدرك والحراس المتنقلين وحراس الريف.

### البحرية
عندما تولى الأدميرال Henri du Couëdic de Kerérant القيادة في يونيو 1924، كانت الفرقة البحرية في المشرق تتكون أساسًا من سفينة القيادة والطراد المدرع فالديك روسو وثلاث سفن حربية مسلحة هي بيثون وباكاغا وموندمون وزورقين حربيين هما آجيل ودودينيوز. كان من المقرر استدعاء طراد فالديك روسو في فرنسا في نهاية العام ليتم نزع سلاحه بسبب قيود الميزانية. ومع ذلك لم يتم استبداله. لكن عددًا من السفن الأخرى، من بينها «جان دارك» سيعوض هذا الانخفاض في الوجود الفرنسي في المشرق.
تضمنت منطقة عمليات فرقة المشرق البحرية شرق البحر الأبيض المتوسط وبحر مرمرة والمضيق، وكذلك البحر الأسود والبحر الأحمر وخليج عدن (أفيسو ديانا). لقد قدم قائد بحري يقود الخدمات البرية في بيروت تقارير في وقت السلم، إلى الأدميرال قائد الفرقة البحرية في المشرق، وفي وقت الحرب، إلى المفوض السامي.

## الزي الرسمي والشارات
تباينت أزياء القوات الخاصة حسب ذراع الخدمة ولكنها أظهرت مزيجًا من التأثيرات الفرنسية والشرقية. كان أفراد السكان الأصليين يرتدون إما غطاء الرأس الكوفية (الأحمر للدروز والأبيض للوحدات الأخرى) والطرابيش أو العمائم. ارتدت الجيوش الشركسية ثوبًا أسود كامل يشبه إلى حد كبير ملابس القوزاق القوقازيين، مع قبعات أستراخان (انظر الصورة أعلاه). كانت السمة المشتركة عبر مجموعات القوات الخاصة هي استخدام «البنفسج» (أحمر أرجواني) مثل لونٍ مواجه على رقعات الياقة والأحزمة والكيبس. غالبًا ما تضمنت شارة السرب أو الفروع معالم إقليمية مثل أرز لبنان أو المسجد الرئيسي في دمشق.

## جيش المشرق خلال الحرب العالمية الثانية
في 22 يونيو، بعد سقوط فرنسا، انحازت القوات في المشرق إلى جانب حكومة فرنسا الفيشية بقيادة المارشال فيليب بيتان. وفي عام 1941، شنت قوات الكومنولث البريطاني وفرنسا الحرة وقوات أخرى حليفة «عملية المصدر»، الحملة السورية اللبنانية. لقد هاجموا جيش المشرق من منطقة الانتداب البريطاني على فلسطين ومن المملكة العراقية، التي احتُلت مؤخرًا خلال الحرب الأنجلو-عراقية. وفي 8 يونيو 1941 في تمام الساعة 2 صباحًا، عبرت القوات البريطانية والأسترالية والفرنسية الحرة إلى سوريا ولبنان.

### القيادة الفرنسية
خلال "عملية المصدر"، كان جيش المشرق بقيادة الجنرال هنري دنتز، الذي كان أيضا المفوض السامي لبلاد الشام. كان الفريق جوزيف أنطوان سيلفان راؤول دي فيرديلاك هو الثاني في القيادة وقت الغزو البريطاني.

### الجيش الفرنسي
في عام 1941، كان جيش المشرق لا يزال مقسمًا إلى قوات من متروبوليتان فرنسا، وقوات استعمارية، و«القوات الخاصة في المشرق» (بالفرنسية: Troupes Speciales du Levant)‏.
تألفت القوات الفرنسية النظامية من أربع كتائب من فوج المشاة الأجنبي السادس 6 e REI (وفقًا لدنتيز، كانت هذه أفضل القوات المتاحة لقيادة فرنسا الفيشية) وثلاث كتائب من فوج المشاة الاستعماري الرابع والعشرين (تم تجنيد جنود فرنسيين للخدمة في الخارج). تمت ترقية هذه الأخيرة من خلال دمجها مع كتيبتين حامية من القوات السنغالية لتشكيل «فوج استعماري مختلط» (Regiment Mixte Coloniale).
تم تشكيل 'القوات الخاصة من 11 كتيبة مشاة: ثلاث كتائب مشاة خفيفة لبنانية (بالفرنسية: Bataillons de Chasseurs Libanais)‏، وثماني كتائب سورية (bataillons de Levant). بالإضافة إلى مجموعتين من المدفعية والوحدات المساندة. لقد ضمت «القوات الخاصة» ما لا يقل عن 5000 من سلاح الفرسان منظمين في أسراب من حوالي 100 رجل لكل منها. كما ضمت قوة الفرسان 15 سربًا من سلاح الفرسان الشركسي، ثلاثة منها مزودة بمحركات. كانت القوات الخاصة بقيادة ضباط من السكان الأصليين وضباط صف مع كادر صغير من الضباط الفرنسيين.
تشكلت القوات الأفريقية من ستة كتائب جزائرية، وثلاثة تونسية، وثلاثة سنغالية، وبندقية واحدة مغربية (tirailleur).
تألفت فرقة سلاح الفرسان الشمال أفريقية من رابع تونسي وأول مغربي وثامن جزائري من الصبايحية وبلغ عددهم حوالي 7,000 جندي عربي بربري معظمهم من الضباط الفرنسيين. كان معظمهم على ظهور الخيل أو في شاحنات خفيفة، بينما كان عدد قليل منهم مزودًا بعربات مصفحة. كان هناك أيضًا عنصر سلاح الفرسان الميكانيكي الذي قدمه «الحصان الأفريقي الخفيف» السادس والسابع (Chasseurs d 'Afrique) والذي بلغ 90 دبابة (معظمها رينو آر-35 مع عدد قليل من رينو إف تي-17) وعدد مماثل من السيارات المدرعة.
تتألف المدفعية المتاحة لفرنسا الفيشية من 120 مدفعًا ميدانيًا وأسلحةً متوسطةً وعددهم حوالي 6700 رجل.

### القوات الجوية الفرنسية
كان سلاح الجو الفرنسي الفيشي (بالفرنسية: Armée de l'Air de Vichy)‏ من القوات الجوية الفرنسية في المشرق قويًا نسبيًا عند اندلاع الأعمال العدائية عام 1939. ولكن في عام 1940، أعيدت العديد من الطائرات المتمركزة في سوريا ولبنان إلى متروبوليتان فرنسا. ترك هذا فرنسا الفيشية في المشرق مع عدد من النماذج التي عفا عليها الزمن. ومع ذلك، وبدافع القلق من التهديد المتزايد للغزو البريطاني، تم إرسال مجموعة مقاتلة من الجزائر قبل الغزو. بمجرد بدء القتال، تم إرسال ثلاث مجموعات إضافية من فرنسا ومن شمال أفريقيا. أدى ذلك إلى رفع قوة سلاح الجو الفرنسية الفيشية في لبنان وسوريا إلى ما يصل إلى 289 طائرة، بما في ذلك حوالي 35 مقاتلة من طراز ديويتين D.520 الحديثة وبعض القاذفات الخفيفة جلين مارتن 167 الأمريكية الصنع. أعطى هذا في البداية لفرنسا الفيشية ميزة على وحدات الحلفاء الجوية. لكن خسارة طائرات فرنسا الفيشية كانت عالية جدًا: لقد فقدت 179 طائرة خلال الحملة، معظمها دُمر على الأرض.

### القوات البحرية الفرنسية
كانت مدمرتان وثلاث غواصات تابعة للبحرية الفرنسية متاحة لدعم قوات فيشي في المشرق.

## اللواء البولندي
في 12 أبريل 1940، بعد غزو وسقوط بولندا، تم تشكيل لواء بندقية الكاربات البولندية المستقلة من المنفيين البولنديين في المشرق. ومع أنه ليس جزءً من جيش المشرق، فقد تخصص اللواء في حرب الجبال وكان من المقرر أن يكون الإضافة البولندية لخطط الحلفاء للهبوط في البلقان. في 30 يونيو تم نقل اللواء إلى فلسطين الانتدابية.

## نهاية الحكم الفرنسي
بعد هزيمة حكومة فيشي عام 1941، تمت إعادة المكونات الفرنسية والأفريقية لجيش المشرق إلى أراضيهم الأصلية. انتهزت أقلية (بما في ذلك بعض اللبنانيين والسوريين) الفرصة للانضمام إلى قوات فرنسا الحرة.
تولى الجنرال الفرنسي الحر جورج كاترو السيطرة على سوريا بعد هزيمة فرنسا الفيشية. وفي 26 نوفمبر 1941، بعد وقت قصير من توليه هذا المنصب، اعترف كاترو باستقلال لبنان وسوريا باسم فرنسا الحرة. ومع ذلك، تبعت هذا الاعتراف فترة من الاحتلال العسكري.
في 8 نوفمبر 1943، وبعد الانتخابات، أصبح لبنان دولة مستقلة. وفي 27 فبراير 1945، أعلن لبنان الحرب على ألمانيا النازية وإمبراطورية اليابان.
في 1 يناير 1944، اتبعت سوريا لبنان وأصبحت أيضًا دولة مستقلة. في 26 فبراير 1945، أعلنت سوريا الحرب على ألمانيا النازية وإمبراطورية اليابان.
ظلت القوات الخاصة Troupes Spéciales موجودة أثناء الاحتلال العسكري، وظلت تحت السلطة الفرنسية حتى أغسطس 1945. انتقل معظمهم بعد ذلك إلى الجيش السوري الجديد. كما تدرب مؤسسو الجيش اللبناني في فترة ما بعد الاستقلال كضباط في القوات الخاصة.

## الحواشي
1. ↑  Time Magazine, Mixed Show نسخة محفوظة 28 يوليو 2020 على موقع واي باك مشين.
2. ↑  Didier Philippi, pages 20-22 "Militaria Mai 2017", Histoire & Collections
3. ↑  Christopher M. Andrew, page 236 "France Overseas. The Great War and the Climax of French Imperial Expansion", 1981 Thames and Hudson Ltd, London
4. 1 2 3 4  Andrew Mollo, p.144
5. 1 2  Andrew Mollo, p.145
6. ↑  Andrew Mollo, p.146
7. ↑  John Keegan "World Armies" (ردمك 0-333-17236-1)

## روابط خارجية
- نيويورك تايمز (3 أكتوبر 1922). "يشك جيرو في أن الأتراك يريدون سوريا" (PDF). مؤرشف من الأصل (PDF) في 2023-07-18. اطلع عليه بتاريخ 2009-10-26.
- "Mixed Show". Time Magazine. 23 يونيو 1941. مؤرشف من الأصل في 2013-08-28. اطلع عليه بتاريخ 2009-10-26.